# Церква Вознесіння Господнього (Шпиколоси)
Церква Вознесіння Господнього в Шпиколосах — парафія і храм 2-го Кременецького благочиння Тернопільської єпархії Православної церкви України в селі Шпиколоси Кременецький району Тернопільської области.

## Історія церкви
Наприкінці XIX століття був збудований та освячений дерев'яний храм на честь Введення в храм Пресвятої Богородиці.
У 1943 році каральний загін СС спалив 16 родин та церкву. Відтоді в день святих апостолів Петра і Павла щороку проводять панахиду за загиблими.
У 1947 році недалеко від місця, де стояв згорілий храм, збудували невелику дерев'яну каплицю, яку згодом розширили до храму. Престол освятили на честь Казанської ікони Божої Матері.
У 1994 році громада села вирішила збудувати мурований храм, який завершили у 1996 році. Того ж року архієпископ Тернопільський і Кременецький Іов разом з настоятелем о. Анатолієм Довгалюком та духовенством освятив престол храму на честь Вознесіння Господнього.
Стару дерев'яну церкву у 1997 році передали громаді ПЦУ в Кременці на вулицю Переліски.

## Парохи
- о. Анатолій Довгалюк (з 1994).